# 桃花島 (門派)
桃花島除了是中國大陸中的一個島嶼之外，而且還是金庸武俠小說《射鵰英雄傳》和《神鵰俠侶》中的一個門派。桃花島的島主是「東邪」黃藥師，而桃花島的武學都是黃藥師所創。因為桃花島位於東方，所以黃藥師的稱號為「東邪」。

## 桃花島武功
桃花島的武功全由島主「東邪」黃藥師所創。以下是為桃花島的武功：
- 靈鰲步

黃藥師所創的輕功身法，弟子陳玄風、梅超風亦獲傳授，黃蓉曾用來躲開彭連虎的攻擊，讓他以為黃蓉是黑風雙煞的弟子。
- 附骨針

- 劈空掌

黃藥師的一門絕技，在一瞬間運轉體內的氣通過手掌發出來，攻擊對方，可以直接隔着空氣傷人。曾傳授給徒弟陸乘風跟曲靈風，其女黃蓉雖也知悉修練法門，但修為甚淺。
黃藥師正是用「劈空掌」和「彈指神通」與西毒、南帝、北丐打成平手。洪七公等人也會「劈空掌」。但有可能桃花島的劈空掌是自成一派的武功絕技。練習劈空掌要用「鐵八卦」，還要手掌浸過醋。小說裏，黃蓉還說過：手掌浸過醋，如果還沒散功，被大石頭壓得久了，手掌就毀了。
- 三招火叉
- 三招掌法
- 碧波掌法

桃花島入門武功，傻姑偷看曲靈風練功時習得一招半式，曾用來攻擊梁子翁，也因為使用這路掌法讓黃蓉跟黃藥師認出她是曲靈風後人。
- 落英劍法

黃藥師從落英神劍掌另行演變的劍術，雖不若玉簫劍法精妙，也是桃花島的一絕，郭襄曾用來和無色禪師試招，讓他猜測自己師承。
- 彈指神通

黃藥師的一門絕技，透過指頭彈出暗器或石子，可發揮極強的破壞力。《射鵰英雄傳》中，黃藥師與周伯通比玩石彈、在歸雲莊彈石指點梅超風，都是使的這門功夫。《神鵰俠侶》中，黃蓉亦以此功彈酒杯。黃藥師更把此功及玉簫劍法傳與楊過以剋制李莫愁的五毒神掌及拂塵，黃藥師也曾以此絕技和楊過的黯然銷魂掌打成平手。
- 玉簫劍法

有飄逸出塵之姿，蕭史乘龍、山外清音、金聲玉振、鳳曲長鳴、響隔樓台、棹歌中流為其中部份招式。
- 落英神劍掌

黃藥師早年由劍法另行悟創的掌法，和旋風掃葉腿並施即為東風絕技，掌法奇巧多變，或五虛一實或八虛一實，招式飄逸若仙，但也能將虛招全變成實招，掌勁凌厲，所以招式名稱才添了「神劍」兩字，另可衍生出落英劍法，在第三版裡改稱「桃華落英掌」。
- 旋風掃葉腿

一足支地一足連環橫掃數圈，可與「落英神劍掌」並用，乃是黃藥師早年悟創的腿功，和桃華落英掌並施即為東風絕技，六個弟子無一得傳，後因自惱重罰了四名無辜弟子，另行創出與旋風掃葉腿配合的內功心法，每日打坐練氣，進境若快，可使傷殘者逐漸恢復行走。
- 蘭花拂穴手

黃藥師所創的點穴手法，十指靈巧輕柔，運勁若有若無，扣指如蘭花，出手優雅，與桃華落英掌合使更顯精妙。黃蓉曾以此技製作豆腐料理二十四橋明月夜。
- 東風絕技

「落英神劍掌」與「旋風掃葉腿」齊施，六掌六腳齊施，六招之下敵人若是不退，接著又是六招，招術愈來愈快，共六六三十六招。初版名為狂風絕技。
- 五行掌法

黃藥師的絕技之一，掌力之中暗合五行，極為巧妙，老頑童周伯通曾聽王重陽提起過。
- 碧海潮生曲

黃藥師的一門絕技，簫聲有如海潮變幻，以上層內力惑人心志、亂其內息，他曾用這門功夫對付老頑童周伯通，與歐陽鋒的鐵箏、洪七公的嘯聲相抗。
- 奇門五轉

黃藥師以十多年功力從奇門數術中演變出來的絕學。運使時掌影飄飄，快捷無倫，猶如一座座大山重重壓向敵人，招數更是越出越快，攻勢也隨之大盛，可逼得敵人隨身形急速旋轉，從而轉得頭暈眼花，極難抵擋得住，掌法施展開如同排兵佈陣一般。在第二次華山論劍與郭靖交手最後使出的絕招。

### 奇異的武功
桃花島武功十分精妙，輕靈飄逸、閒雅清雋、陰柔瀟灑、姿態優雅，多數包含了五行八卦等中國絕學，使得黃藥師及徒弟在江湖上行走時武力驚人。黃藥師更自創《碧海潮生曲》，以音樂為武功，前無古人。因此，黃藥師以此等武功位居「天下五絕」之中。
- 五行大轉
- 二十八星宿大陣
- 八卦陣
- 八陣圖
- 亂石陣

### 武功的傳承
島主黃藥師對傳授他人武功一事看得甚重，規定自己的徒弟不可任意將桃花島武功傳授其他非自己門下的人，即使是徒弟們的子女也不例外，由於桃花島的傳人不多，後世便很少出現桃花島的武功。小說雖沒有寫明程英、陸冠英、傻姑等人有無收徒，但後面年代的作品出現桃花島武功的次數屈指可數且皆無說明師承何處。黃蓉次女郭襄學會不少桃花島武功，卻沒有在自己創立的峨嵋派當中傳授下去。
由於武修文曾經跟郭靖、黃蓉學過武功，在《倚天屠龍記》一書中，武修文的後代武青嬰懂得「蘭花拂穴手」。在《倚天屠龍記》中博學多才的楊逍亦會使「彈指神通」。另外，「神鵰大俠」楊過曾經得到黃藥師破例教授「彈指神通」和「玉簫劍法」，更幫助了他創出黯然銷魂掌。在《俠客行》一書中，「摩天居士」謝煙客也會「彈指神通」。

### 其他事項
- 在第三版的小說之中，「落英神劍掌」被改名為「桃華落英掌」。
- 在第三版的小說之中，「狂風絕技」被改名為「東風絕技」。
- 在第三版的小說之中，武眠風名改為武罡風。
- 在第三版的小說之中，釐清黃藥師弟子之排序：曲靈風、陳玄風、梅超風、陸乘風、武罡風、馮默風。

## 桃花島人物
桃花島的人物包括黃藥師和自己的女兒、徒弟及徒孫：
- 黃藥師
  - 曲靈風
  - 曲傻姑
  - 陳玄風
  - 梅超風
  - 陸乘風
  - 陸冠英
  - 武罡風
  - 馮默風
  - 黃蓉
    - 郭芙
    - 郭襄

  - 程英

### 其他人物
- 另外，郭靖在與黃蓉成親後在桃花島居住，所以曾經在終南山上自稱「在下桃花島郭靖」。而郭靖的女兒郭芙以及徒弟武敦儒、武修文在桃花島上學武，亦學會很多桃花島武功。
- 黃藥師的妻子冯氏雖不懂武功，始終是島主夫人，在桃花島上居住。
- 桃花島上居住的還有一些聾啞僕人，本為大奸大惡之徒，被黃藥師捉到桃花島，刺耳割舌，充為使伇。
- 郭靖与黃蓉还有一子郭破虏，应该也会桃花島功夫。
- 楊過幼時曾被郭靖夫婦帶去島上生活一段時間，後因與武氏兄弟打架，誤傷武修文才被逐出。